# Srpen 2023
Toto je archivovaný článek z portálu Aktuality.
1. srpna – úterý
 V Lisabonu začaly Světové dny mládeže 2023. 
 Barmská vojenská junta snížila tresty bývalé státní poradkyni Aun Schan Su Ťij a bývalému prezidentovi Win Myinovi, které sesadila během vojenského převratu v roce 2021. 
 Ve věku 89 let zemřel bývalý prezident Pobřeží slonoviny Henri Konan Bédié. 
2. srpna – středa
 Senát Parlamentu České republiky schválil nominaci Roberta Femra, Veroniky Křesťanové a Kateřiny Ronovské do pléna Ústavního soudu České republiky 
 Bývalý americký prezident Donald Trump byl obviněn ze spiknutí s cílem zvrátit výsledky prezidentské volby, které vyvrcholilo útokem na americký Kapitol v roce 2021. 
 Nejvyšší soud Ruské federace potvrdil trest 22 let vězení pro ruského novináře Ivana Safronova za údajnou spolupráci s českou rozvědkou. 
3. srpna – čtvrtek
 Národní osvobozenecká armáda (ELN) podepsala šestiměsíční příměří s kolumbijskou vládou. 
4. srpna – pátek
 Prezident Petr Pavel jmenoval Josefa Baxu novým předsedou Ústavního soudu České republiky. 
 Ukrajinské námořní drony zasáhly a poškodily výsadkovou loď Oleněgorskij Gorňak v přístavu Novorossijsk. 
5. srpna – sobota
 Kvůli přívalovým dešťům a povodním došlo k protržení hráze na řece Mura na východě Slovinska. Tisíce lidí musely být evakuovány, protržení hráze způsobilo čtyři úmrtí. 
 Námořní dron zasáhl a poškodil ruský tanker Sig plující v Černém moři. 
 NASA oznámila, že v osmé misi SpaceX budou účastni Matthew Dominick, Michael Barratt, Jeanette Eppsová a Konstantin Grebjonkin. 
6. srpna – neděle
 Česká lukostřelkyně, Marie Horáčková, získala zlatou medaili v individuálním závodě na Mistrovství světa v lukostřelbě v Berlíně. 
 Papež František během závěrečné bohoslužby slavnostně ukončil Světové dny mládeže 2023 v Lisabonu a oznámil, že následující Světové dny mládeže 2027 se uskuteční v Soulu. 
 Dekomunizace: Sovětský státní znak na štítu kyjevské monumentální sochy Matka vlast byl nahrazen ukrajinským trojzubcem. 
7. srpna – pondělí
 Světová atletika povolila atletce Kryscině Cimanouské, kterou členové běloruského týmu nutili k předčasnému odletu z olympijských her v Tokiu 2021, reprezentovat Polsko, které jí a jejímu manželovi ihned po incidentu udělilo humanitární vízum a společně zde žijí. 
 Jihokorejská vláda zahájila evakuaci účastníků 25. světového skautského jamboree z oblasti Semangum kvůli blížícímu se tajfunu Khanun. 
9. srpna – středa
 Fernando Villavicencio, kandidát na ekvádorského prezidenta, byl zastřelen během kampaně v hlavním městě Quitu. 
 Požár spálil historické centrum města Lahaina na havajském ostrově Maui a vyžádal si nejméně 53 obětí. 
10. srpna – čtvrtek
 Raketoplán SpaceShipTwo společnosti Virgin Galactic vynesl na hranici vesmíru skupinu tří vesmírných turistů. 
 Celníci v Rotterdamu zabavili zásilku obsahující více než 8 000 kilogramů kokainu. Pašeráci je ukryli do kontejneru s banány. 
11. srpna – pátek
 Raketa Sojuz 2.1b vynesla z kosmodromu Vostočnyj sondu Luna 25 k jižnímu pólu Měsíce. 
12. srpna – sobota
 Rozvojový program OSN dokončil odčerpání ropy z chátrajícího supertankeru FSO Safer kotvícího v Rudém moři poblíž jemenského přístavu Hudajda. 
14. srpna – pondělí
 Soudce Robert Fremr se vzdal kandidatury do Ústavního soudu České republiky. 
 Při výbuchu benzinové pumpy v Machačkale v Dagestánu zahynulo 35 lidí. 
15. srpna – úterý
 Bývalý americký prezident Donald Trump byl obviněn z pokusu zvrátit výsledek prezidentských voleb ve státě Georgie. 
17. srpna – čtvrtek
 Kvůli blížícímu se lesnímu požáru byl vydán pokyn k evakuaci kanadského města Yellowknife, které leží v Severozápadních teritoriích. 
18. srpna – pátek
 Morový sloup na Malostranském náměstí v Praze byl poškozen bleskem, který zasáhl Boží oko na vrcholu památky. Škody se podle odhadu vyšplhají až do stovek tisíc korun. 
20. srpna – neděle
 Ve finále Mistrovství světa ve fotbale žen 2023 porazily Španělky Angličanky 1:0. Ze zápasu o bronz, hraného o den dříve, vyšly vítězně Švédky and Australankami. 
 Ruská sonda Luna 25 se ocitla mimo projektovanou dráhu a zřítila se na Měsíc. 
21. srpna – pondělí
 Bernardo Arévalo byl zvolen novým prezidentem Guatemaly. 
 Human Rights Watch zveřejnila zprávu vinící saúdskoarabskou pohraniční stráž z masakrování stovek migrantů z Etiopie. 
 ECOWAS odmítl plán nigerské vojenské junty na tříleté přechodné období k nastolení civilní vlády. 
 Britská zdravotní sestra Lucy Letbyová dostala doživotí za vraždu sedmi novorozenců a pokus o vraždu dalších šesti. 
22. srpna – úterý
 Novým kambodžským premiérem byl zvolen Hun Manet, syn dosavadního premiéra Hun Sena. 
 Bývalý thajský premiér Tchaksin Šinavatra byl po návratu z patnáctiletého exilu zatčen a odsouzen k osmiletému trestu odnětí svobody. 
 Africká unie pozastavila členství Nigeru kvůli červencovému  vojenskému převratu. 
23. srpna – středa
 Slovenská prezidenta Zuzana Čaputová odvolala Michala Aláče, ředitele Slovenské informační služby. 
 Indická sonda Čandraján-3 přistála u jižního pólu Měsíce. Indie se stala čtvrtou zemí, která vykonala úspěšnou cestu na Měsíc. 
 Jevgenij Prigožin zahynul na palubě soukromého letadla Embraer Legacy 600, které se zřítilo ve Tverské oblasti Ruska. 
24. srpna – čtvrtek
 TEPCO zahájila vypouštění radioaktivní vody z nádrží v areálu Jaderné elektrárny Fukušima I do Tichého oceánu. Bezprostředně nato Čína zakázala dovoz rybích produktů z Japonska. 
 Jihoafrický prezident Cyril Ramaphosa přizval Argentinu, Egypt, Ethiopii, Írán a Saúdskou Arábii k členství v mezinárodní organizaci BRICS. 
25. srpna – pátek
 Hasičský sbor Královéhradeckého kraje vyhlásil zvláštní stupeň poplachu kvůli požáru skládky železničních pražců v areálu Elektrárny Tisová. 
26. srpna – sobota
 Emmerson Mnangagwa, stávající zimbabwský prezident, byl zvolen pro druhé volební období. Opozice odmítla uznat výsledek voleb. 
 Z Kennedyho vesmírného střediska NASA odstartovala vesmírná loď Crew Dragon, která veze novou čtyřčlennou posádku na ISS. Při návratu z vesmírné stanice odveze stávající posádku. 
28. srpna – pondělí
 Arabsko-izraelský konflikt: Libyjská ministryně Nadžla Mangúšová byla odvolána a uprchla ze země poté, co její izraelský protějšek Eli Kohen zveřejnil informaci o tajném jednání v Římě. 
29. srpna – úterý
 Vláda Petra Fialy jednomyslně podpořila kazachstánský klub Tobol Kostanaj a umožnila občanům Ruska a Běloruska vstup do země. 
30. srpna – středa
 Znovuzvolený gabonský prezident Ali Bongo Ondimba byl sesazen při vojenském převratu. 